# Willibald Strohmeyer
Willibald Strohmeyer (* 6. Juli 1877 in Mundelfingen; † 22. April 1945 in Münstertal/Schwarzwald) war ein römisch-katholischer deutscher Geistlicher und Heimatforscher.

## Leben
Nach dem Studium in Freiburg wurde Strohmeyer am 2. Juli 1902 im Kloster St. Peter zum Priester geweiht. Er wirkte zunächst in Bad Säckingen, dann als Vikar in Freiburg.
Ab 28. April 1910 war er Pfarrer von St. Trudpert im Münstertal/Schwarzwald; 1924 bis 1931 auch erster Generalsuperior, der sich im Jahre 1920 im Münstertal auf sein Betreiben hin angesiedelt habenden Josefsschwestern sowie ab 1939 auch Dekan des Dekanats Neuenburg. Sein Bestreben zur Wiederansiedlung von Benediktinermönchen im Kloster St. Trudpert war allerdings nicht erfolgreich.
Im Münstertal genießt er auch wegen seiner umfangreichen Tätigkeit als lokaler Chronist mit zahlreichen Veröffentlichungen zur Heimatgeschichte hohe Anerkennung.

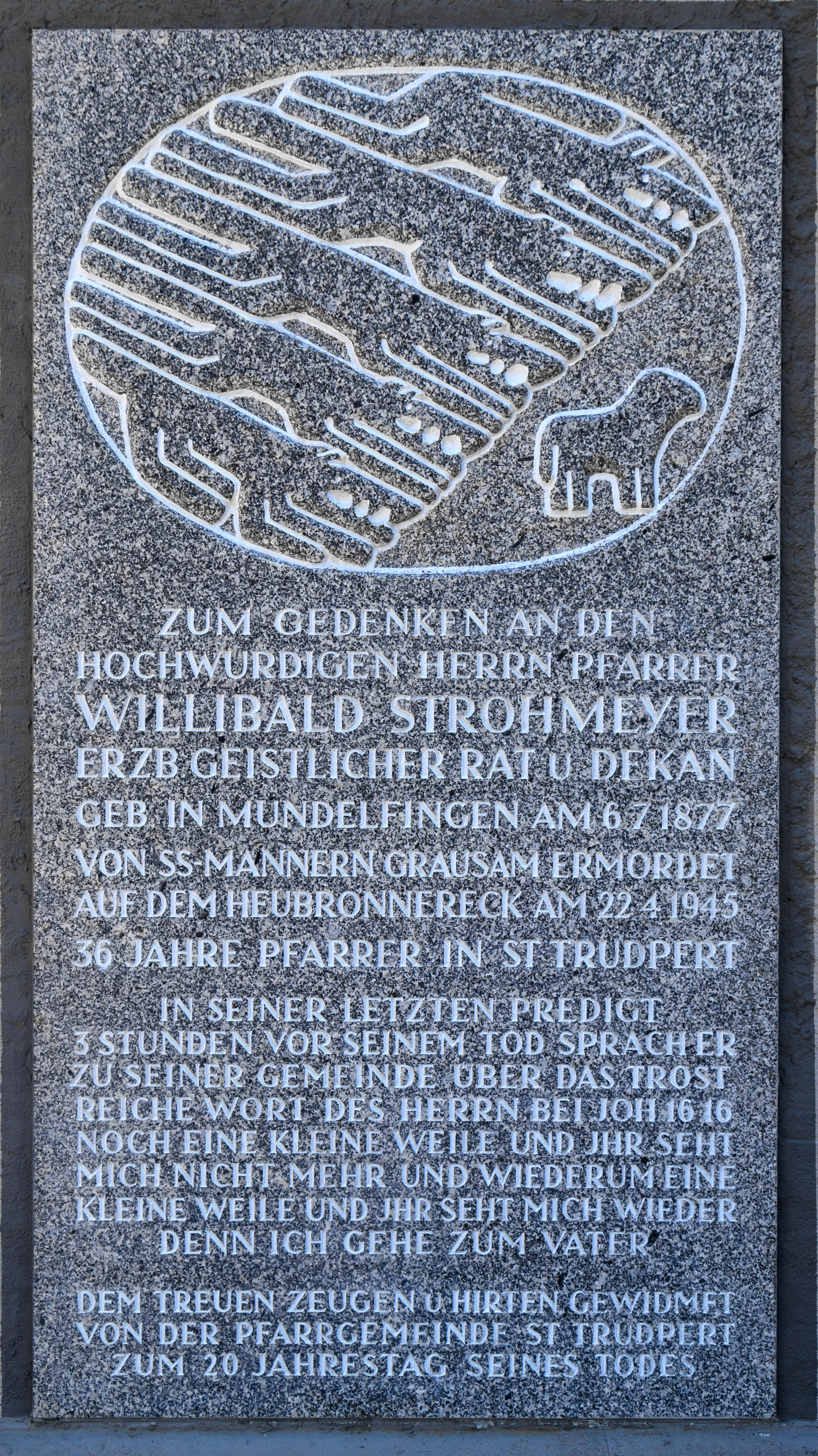
Gedenktafel Willibald Strohmeyers auf dem St. Trudpert Friedhof in Münstertal/Schwarzwald

Kurz vor Ende des Zweiten Weltkriegs wurde er am 22. April 1945 ohne ersichtlichen Grund nach dem Sonntagsgottesdienst von einem SS-Kommando aus dem Pfarrhaus geholt, zunächst Richtung Münsterhalden verschleppt, ausgeraubt und anschließend durch Genickschüsse umgebracht, seine Leiche konnte erst nach zwei Wochen gefunden werden. Sie wurde am 9. Mai 1945 auf dem Münstertäler Friedhof am Kloster St. Trudpert beigesetzt. Er wird heute als katholischer Märtyrer verehrt.
Die tödlichen Schüsse gab auf Befehl der SS-Leute (Gruppe Perner nach deren Anführer Heinrich Perner) ein desertierter französischer Fremdenlegionär ab, über seinen Verbleib ist nichts weiter bekannt; der deutsche Hauptangeklagte wurde 1948 zum Tode verurteilt, seine Strafe jedoch 1949 in eine lebenslange Zuchthausstrafe umgewandelt und im Jahre 1957 zur Bewährung ausgesetzt. Der zweite Angeklagte wurde zu zehn Jahren Zuchthaus verurteilt, später jedoch ebenfalls begnadigt und im November 1953 aus der Haft entlassen.

## Gedenken
Im Geburtsort Hüfingen-Mundelfingen (Schwarzwald-Baar-Kreis) trägt eine Straße Willibald Strohmeyers Namen; auch ein Freizeitheim des katholischen Dekanats Breisach-Neuenburg wurde nach ihm benannt (Dekan-Strohmeyer-Haus).

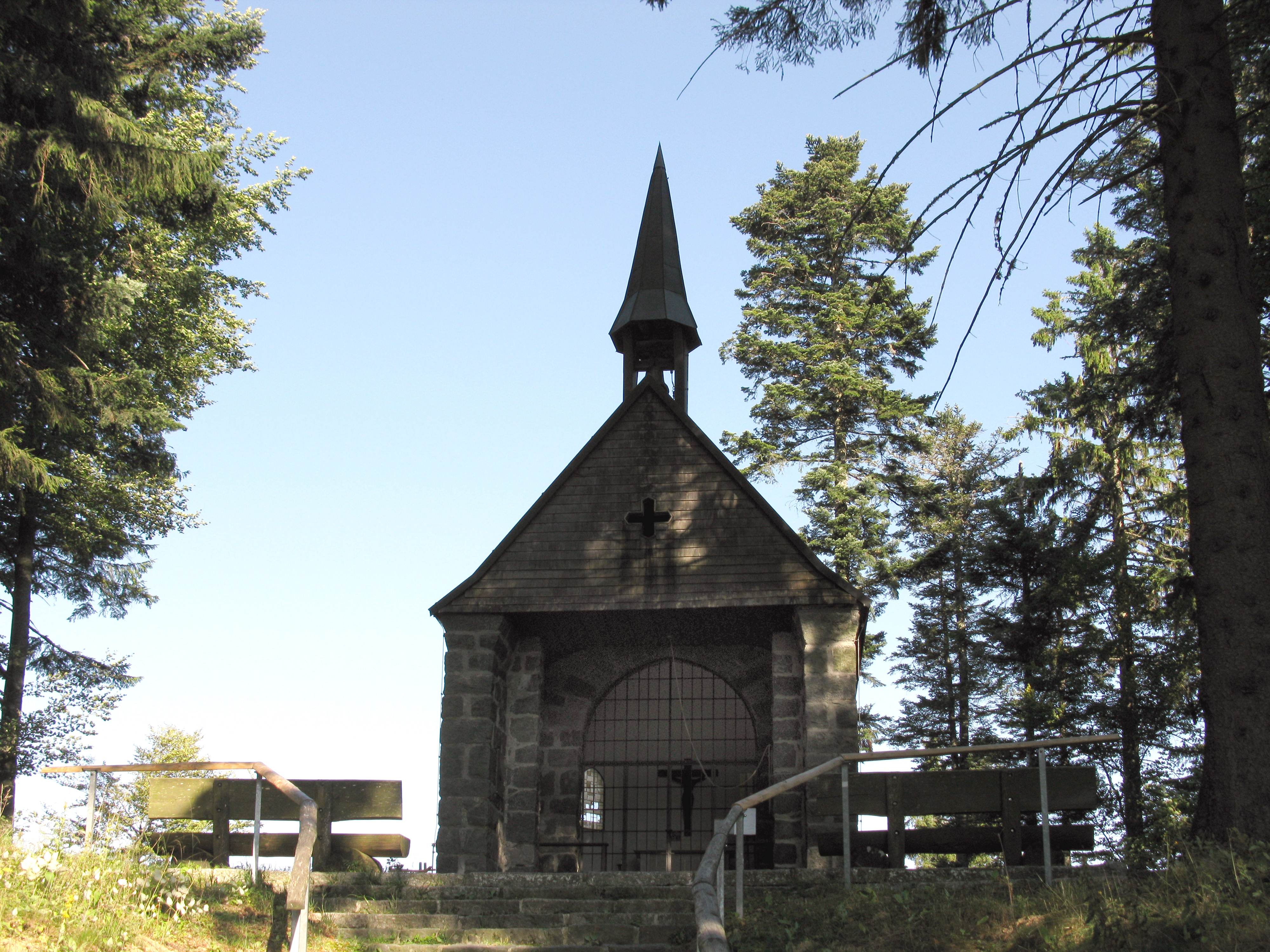
Willibald-Strohmeyer-Gedächtniskapelle auf dem Heubronner Eck

1947 wurde zu seinem Gedenken an der Stelle seiner Ermordung auf dem oberhalb des Münstertales auf 1.000 Meter Höhe gelegenen Heubronner Eck aus Granitsteinen des geschleiften Schlageter-Denkmals in Schönau im Schwarzwald die Dekan-Strohmeyer-(Gedächtnis)-Kapelle errichtet. Am 31. August 1947 wurde sie durch den damaligen Freiburger Erzbischof Conrad Gröber eingeweiht; 2011 wurde sie vom ehrenamtlichen Münstertäler Arbeitskreis Strohmeyer-Kapelle einer grundlegenden Renovierung unterzogen. Hier findet alljährlich am 1. Mai ein Gedenkgottesdienst statt.
1965 wurde zu Ehren von Strohmeyer an der Friedhofsmauer von St. Trudpert eine Gedenktafel angebracht. Die Tafel von Franz Gutmann zeigt mehrere Wölfe, die ein Lamm bedrohen.
Die katholische Kirche hat Pfarrer Willibald Strohmeyer im Jahr 1999 als Glaubenszeugen in das deutsche Martyrologium des 20. Jahrhunderts aufgenommen.

## Schriften
- Johann Georg Lindenmeyer. Klosteramtmann und Hofwirt. Eine geschichtliche Erzählung aus dem Münstertal. Staufen, Preßverein (1934) 111 Seiten.
- Die goldene Uhr des letzten Prälaten von St. Trudpert / Die Stadt Münster bei St. Trudpert / Das Kloster St. Trudpert im Bauernkrieg. In: Heimatgeschichtliche Erzählungen Band III. Preßverein Staufen o. J. 75 Seiten.
- Die Äbte des Klosters St. Trudpert, in: Freiburger Diözesan-Archiv 61 (1933).
- Die Äbte des Klosters St. Trudpert – Fortsetzung, in: Freiburger Diözesan-Archiv 63 (1935).
- Die Aufhebung der Klosters St. Trudbert im Jahre 1806, in: Freiburger Diözesan-Archiv 64 (1936).
- Die Konventualen des Klosters St. Trudpert, in: Freiburger Diözesan-Archiv 67 (1940).
- Die politischen Schicksale des Klosters und der Herrschaft St. Trudpert im Laufe der Jahrhunderte, in: Freiburger Diözesan-Archiv 60 (1932), S. 168–238.
- Die Stifter und Vögte des Klosters St. Trudpert. Die mittelalterlichen Urkundenfälschungen, in: Freiburger Diözesan-Archiv (1926).